# Estat policia
Estat policia és un terme que denota un govern que exerceix el poder de manera arbitrària a través de la força policial. Originalment el terme designa un estat regulat per una administració civil, però des del començament del segle XX el terme "ha adquirit un significat emocional i despectiu" mitjançant la descripció d'un estat de vida indesitjable caracteritzat per la presència dominant de les autoritats civils.
Els habitants d'un estat policial poden experimentar restriccions en la seva mobilitat, o en la seva llibertat per expressar o comunicar punts de vista polítics o d'altre tipus, que estan subjectes a la supervisió o control policial. El control polític es pot exercir per mitjà d'una policia secreta que opera fora dels límits imposats normalment per un estat de dret. Robert von Mohl, qui va introduir per primera vegada l'imperi de la llei a la jurisprudència alemanya, va contrastar el Rechtsstaat (estat "legal" o "constitucional") amb l'anti-aristocràtic Polizeistaat ("estat policial").

## Història de l'ús
La frase "estat policial" sorgeix l'any 1851, quan s'utilitza en referència a la utilització d'una força de policia nacional per mantenir l'ordre a Àustria. El terme alemany Polizeistaat va arribar a l'ús anglès en la dècada del 1930 amb referència als governs totalitaris que havien començat a sorgir a Europa.
Puix que hi ha diferents punts de vista polítics quant al que és un equilibri adequat entre la llibertat individual i la seguretat nacional, no hi ha normes objectives que defineixen un estat policial. Aquest concepte es pot veure com una balança o bàscula. Al llarg d'aquest espectre, qualsevol llei que té l'efecte d'eliminar la llibertat està concebut com a transició cap a un estat policial, mentre que qualsevol llei que limita la supervisió del govern és vist com un moviment cap a un estat lliure.
Un estat policial electrònic és aquell en el qual el govern utilitza de manera agressiva tecnologies electròniques per registrar, organitzar, buscar i distribuir proves forenses contra els seus ciutadans.

## Exemples d'estats amb atributs relacionats
L'oprítxnina establerta per Ivan IV al Tsarat Rus en 1565 funcionava com un estat policial, amb persecucions i un govern autocràtic.
La Unió Soviètica i els seus estats satèl·lits, inclosa la República Democràtica Alemanya i altres membres del bloc soviètic, disposaven d'una policia i els serveis d'intel·ligència (com el KGB) amples i repressius; aproximadament el 2,5% de la població adulta d'Alemanya de l'Est va servir com a informants de la Stasi.
L'Alemanya nazi va sorgir originalment d'un procés democràtic, però a poc a poc va exercir un control cada vegada més repressiu sobre els seus subdits en el període previ a Segona Guerra Mundial. A més de la SS i la Gestapo, l'estat policial nazi va utilitzar el poder judicial per exercir control sobre la població a partir dels anys 1930 fins al final de la guerra el 1945.
Durant el període de l'apartheid, els governs de Sud-àfrica van mantenir atributs d'estat policial com ara el bandejament de persones i organitzacions, detenint presos polítics, manteniment de comunitats segregades i restringint-ne la circulació i l'accés.
La dictadura d'Augusto Pinochet a Xile va operar com un estat policial mostrant "repressió de llibertats públiques, eliminació d'alternança política, limitar la llibertat d'expressió, abolició del dret de vaga, congelació dels salaris".
La República de Cuba sota el president (i després dictador nacionalista) Fulgencio Batista era un estat policial autoritari durant el seu govern. La influència de la policia va continuar després de la seva caiguda durant la Revolució cubana en 1959 amb l'arribada al poder de Fidel Castro i el seu règim comunista.
Corea del Nord ha tingut durant molt de temps elements d'un estat policial, des del Juche del regne de Silla, la imposició d'un estat policial feixista pels japonesos, i l'estat policial imposat i mantingut per la família Kim. L'ONG Reporters Sense Fronteres va classificar Corea del Nord en el darrer o penúltim lloc en la seva prova de la llibertat de premsa des de la introducció de l'Índex de llibertat de premsa, indicant el control governamental de la família Kim sobre tots els mitjans de comunicació.
En resposta a les propostes del govern de promulgar noves mesures de seguretat per frenar les protestes, el govern del Partit de la Justícia i el Desenvolupament ha estat acusat de convertir Turquia en un estat policial.
Des de la revolució egípcia de 2013, el govern militar d'Egipte ha pres mesures dràstiques per acabar amb la llibertat de religió i d'expressió, el que porta les acusacions d'haver-se convertit efectivament en un "estat policial revolucionari".

### Estats policials ficticis
Han aparegut estats policials de ficció en diversos mitjans de comunicació que van des de novel·les a pel·lícules a videojocs. 1984 de George Orwell ha estat descrit com "el tractament de ficció definitiu d'un estat policial, que també ha influït en l'ús contemporani del terme". Un altre exemple es pot trobar a V for Vendetta, d'Alan Moore i David Lloyd, on el protagonista emmascarat lluita contra un govern totalitari.